# Heriades bouyssoui
Heriades bouyssoui är en biart som beskrevs av Joseph Vachal 1903. Heriades bouyssoui ingår i släktet väggbin, och familjen buksamlarbin. Inga underarter finns listade i Catalogue of Life.